# Charlotte Stokely
Charlotte Stokely (Salt Lake City, 8 agosto 1986) è un'attrice pornografica statunitense.

## Biografia
Charlotte è nata a Salt Lake City ma cresciuta nello Utah. A 15 anni è entrata all'università di Deerfield Beach dove ha ottenuto una borsa di studio.
Ha iniziato a registrare delle scene pornografiche nel 2005 dopo che la sua coinquilina, una spogliarellista, ha fatto un'audizione nel cinema a luci rosse e il regista ha chiesto se poteva girare anche lei. Dopo aver accettato, si è trasferita a Los Angeles per favorire la sua attività da attrice.
Ha girato quasi esclusivamente scene con ragazze anche se ha dichiarato di esser eterosessuale. Ha tatuato delle ali con un tribale sulla parte bassa della schiena ed è caratteristica per i suoi capelli biondi e la pelle molto chiara. Nel 2015 ha partecipato alla prima serie per sole ragazze rilasciato da Girlsway.com, "The Business of Women", insieme a Vanessa Veracruz, Abigail Mac e Shyla Jennings mentre nel 2017 ha posato per il mese di maggio per Penthouse come Pet of Month.
In carriera ha girato oltre 560 scene e ne ha diretta una, lavorando con le più grandi case di produzione quali Digital Playgroud, Evil Angel, Zero Tolerance, Pulse Distribution e altre. Ha ottenuto per tre anni di fila, unica della storia, il premio come Miglior attrice lesbo per gli AVN, oltre ad aver ottenuti 4 premi consecutivi agli XRCO e 2 agli XBIZ per la stessa categoria. Nel 2020 è stata inserita nella AVN Hall of Fame.
Nel 2022 entra nel consiglio di amministrazione della ONG The Capcake Girl, associazione che si batte contro le forme di coercizione presenti nell'industria pornografica e per tutelare le professioniste del settore.

## Riconoscimenti
- AVN Awards
  - 2019 – All-Girl Performer of the Year[13]
  - 2020 – All-Girl Performer of the Year[14]
  - 2020 – Hall of Fame - Video Branch[15]
  - 2021 – All-Girl Performer of the Year[16]
- XBIZ Awards
  - 2019 – Girl/Girl Performer of the Year[17]
  - 2020 – Girl/Girl Performer of the Year[18]
  - 2020 – Best Sex Scene - All-Girl per Confessions of a Sinful Nun 2: The Rise of Sister Mona con Kenna James[19]
  - 2021 – Best Sex Scene - Virtual Reality per Wedding Night Cuckold con Shyla Jennings[20]
- XRCO Awards
  - 2018 – Best Lesbian Performer[21]
  - 2019 – Girl/Girl Performer of the Year[22]
  - 2020 – Girl/Girl Performer of the Year[23]
  - 2021 – Girl/Girl Performer of the Year[24]
  - 2022 – Girl/Girl Performer of the Year[25]